# Liedekerke (advocatenkantoor)
Liedekerke is een advocatenkantoor gevestigd in Brussel, met vestigingen in Antwerpen, Londen, Kigali en Kinshasa. Het is gesticht in 1965 door graaf Jacques de Liedekerke (1928-2022), samen met baron Adrien Wolters (1932-1993), Michel Waelbroeck en John Kirkpatrick.
Sindsdien is Liedekerke uitgegroeid tot een "full service" advocatenkantoor, met anno 2024 ongeveer 140 advocaten (onder wie 31 partners) aan het werk. Deze zijn actief in: Banking & Finance, Commerciële contracten, Corporate en M&A, Employment & Benefits, Real Estate, Restructuring & Insolvency, Trade Practices & Consumer Law, Capital Markets, Competition/EU Law & Foreign Investment, Financial Services Regulatory, IP / IT / Data Protection, Regulatory, Tax, White-Collar Crime & Compliance, Litigation en International arbitration and Dispute Resolution. 
Liedekerke werd in 2011 het beste advocatenkantoor van de Benelux genoemd.
Liedekerke-advocaten schrijven regelmatig chapters in The Legal 500-gidsen, en zijn systematisch aanwezig in de rankings ervan. Hetzelfde geldt voor de Chambers-ranking die ze meenemen als sommige van de beste advocaten in de Benelux.
Het gebouw waarin Liedekerke gevestigd is, op de Keizerslaan 3 te Brussel, is zelf ook interessant. De binnenkant ervan is namelijk gedecoreerd door beeldend kunstenaar jhr. Benoît van Innis (1960-2024). 